# Abbaye Sainte-Geneviève de Paris
Pour les articles homonymes, voir Sainte-Geneviève.
L'abbaye Sainte-Geneviève de Paris est une ancienne abbaye augustinienne, à Paris, dont plusieurs bâtiments sont conservés pour constituer l'actuel lycée Henri-IV.

## Historique

### Fondation
Après avoir reçu de l'empereur Anastase, en 507, des lettres de patrice et de consul, Clovis décide de faire de Paris la capitale de son royaume. Il choisit pour sa résidence l'ancien palais des Thermes, habité jadis par les Césars romains. Ce fut alors que, cédant aux prières de la reine Clotilde et aux conseils de sainte Geneviève, il résolut de faire bâtir une église en l'honneur des saints Apôtres (car dédié aux apôtres Pierre et Paul), désireux sans doute de donner ainsi un témoignage éclatant de son attachement à la foi catholique.
L'emplacement qu'il choisit, peu éloigné de son palais, occupait le sommet du mons Lucotitius et dominait toute la rive gauche de la Seine, après avoir servi de cimetière aux païens, il avait conservé pour les Gallo-Romains convertis la même destination et, selon toute vraisemblance, d'anciennes ruines y rappelaient encore l'existence d'un monument romain.
En 508, au retour de sa campagne contre les Wisigoths, le roi franc fit entreprendre la construction de la basilique des Saints-Apôtres.
Lorsque Clovis mourut en 511, avant que l'édifice fût complètement achevé, il reçut la sépulture à titre de fondateur dans le sanctuaire, et sainte Geneviève qui lui survécut quelques mois fut inhumée dans la crypte de l'église. Clotilde poursuivit l'œuvre de Clovis. La basilique paraît avoir été terminée vers l'an 520, et l'évêque de Reims, saint Rémi, en célébra la dédicace le 24 décembre sous le titre des Saints Apôtres Pierre et Paul.
La reine Clotilde y fit déposer peu après les restes des enfants de Clodomir, Théodebald et Gontran, ses deux petits-fils, assassinés par leurs oncles (Clotaire et Childebert), et ceux de sa fille, également prénommée Clotilde, veuve du roi des Wisigoths, Amalaric.
Après sa mort, survenue à Tours le 3 juin 565, son corps fut transporté solennellement à Paris et inhumé, suivant sa volonté, auprès de la tombe de sainte Geneviève.
Probablement conçue selon un plan basilical, cette église mérovingienne possédait, selon le témoignage de Grégoire de Tours et des Vies de sainte Geneviève, un sacrarium (lieu de sépulture de Clovis et de Clotilde) qui était selon toute vraisemblance une annexe de l'édifice.
Située à proximité de l'église Saint-Étienne-du-Mont et du Panthéon, ses bâtiments et jardins s'étendaient entre la rue de l'Estrapade, la place du Panthéon et la place Sainte-Geneviève.

### Rôle de l'abbaye à l'époque mérovingienne
Par suite de son éloignement de la Cité et de son isolement dans un faubourg qui était encore presque complètement inhabité, la basilique et ses dépendances se trouvèrent naturellement sans défense contre les invasions vikings, qui se produisirent au cours du IXe siècle. À deux reprises, en 856-857 et 861, les religieux furent contraints de fuir devant l'invasion et de chercher un asile dans leurs domaines voisins, emportant avec eux les précieuses reliques de sainte Geneviève, qui furent ainsi mises en sûreté à Athis et à Draveil et enfin à Marizy-sur-Ourcq.
Lors de leur première incursion, les Normands brûlèrent en partie la basilique et les constructions adjacentes, et les religieux ne purent s'établir de nouveau à Paris que vers 863, après avoir réparé hâtivement les dommages causés par l'incendie.
Au cours de leurs pérégrinations, les reliques de sainte Geneviève avaient partout signalé leur passage par de nombreux miracles, qui avaient singulièrement grandi et fortifié la renommée dont la sainte jouissait déjà. Aussi, lorsque l'approche des Normands fut de nouveau signalée, au milieu de l'année 885, les Parisiens, désireux de s'assurer sa protection surnaturelle contre les redoutables envahisseurs, proposèrent aux religieux de se réfugier dans la Cité en apportant sa châsse, tout comme ils en usèrent avec les moines de Saint-Vincent pour les restes de saint Germain. La déroute des Normands, que l'on n'hésita pas à attribuer à l'intervention toute-puissante de ces deux saints, consacra définitivement leur popularité.
Durant le siège, les reliques de sainte Geneviève restèrent déposées dans un modeste oratoire de la Cité, dépendant de la cathédrale et desservi jusqu'alors par un de ses chanoines. L'évêque, pour témoigner sa reconnaissance aux religieux, leur en abandonna la propriété, ce qui valut, par la suite, à leur communauté la prébende de Notre-Dame, dont le desservant de l'oratoire était investi.
Sainte Geneviève commença dès lors à être considérée comme la patronne de Paris, et, pour l'honorer comme elle le méritait, son nom fut ajouté à celui des Saints-Apôtres pour désigner l'église qui conservait sa châsse. Les deux vocables furent employés simultanément jusque vers le milieu du XIIe siècle, mais, durant la seconde moitié, le titre des Saints-Apôtres disparut graduellement, et, à dater du XIIIe siècle, il ne subsiste plus que celui de Sainte-Geneviève.
Ravagée par les invasions vikings, elle ne fut reconstruite qu'au début du XIIe siècle par Étienne de Tournai. Elle appartenait alors à l'ordre de Cluny.
Plusieurs conciles y furent tenus aux VIe et VIIe siècles, notamment celui de 577 contre Prétextat, évêque de Rouen. Lors du procès des Templiers, une commission pontificale siège dans l'abbaye du 8 août 1309 au 5 juin 1311 : plus de 589 templiers vont venir y défendre leur ordre.
À chaque période de danger (invasions, guerres...), des processions avaient lieu en sortant la châsse de Sainte Geneviève qui parcourait alors des rues de la ville. Cette châsse fut fondue à la Monnaie de Paris en 1793 et les ossements de la sainte brûlés en place de Grève. La châsse faisait partie d'une œuvre de Germain Pilon pour le statuaire et de l'orfèvre Bonard qui, en 1242, pesait 193 marcs d'argent et sept marcs et demi d'or.

### Siège de la Confédération de France de chanoines réguliers

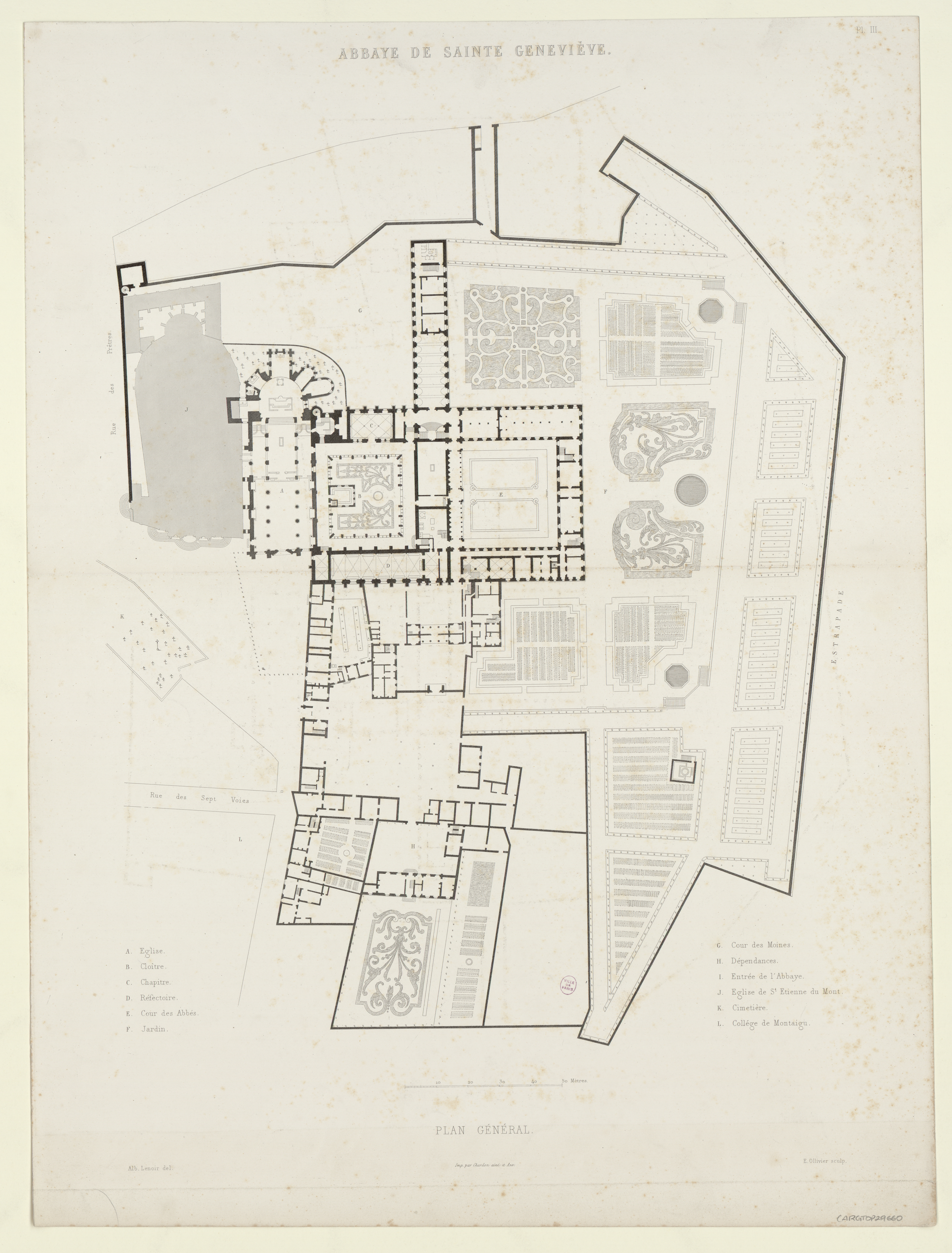
État général de l'abbaye, avant 1800.

Comme siège de la Congrégation de France (ou « association ») des abbayes augustiniennes dites des génovéfains, l'abbaye eut une grande influence en Europe à partir du XVIIe siècle. La fédération des abbayes augustiniennes initiée par le cardinal de la Rochefoucauld, abbé commendataire de l'abbaye, avait pour but d'introduire dans les abbayes augustiniennes les réformes demandées par le concile de Trente.
En 1619, le cardinal de La Rochefoucauld devint abbé commendataire de Sainte-Geneviève-du-Mont. En 1622, le pape Grégoire XV promulgua un bref instituant le cardinal comme son commissaire apostolique pour la réformation des ordres de Saint-Benoît, de Cîteaux et des chanoines réguliers, à la demande du roi Louis XIII. En 1631, la Congrégation de France de chanoines réguliers était née, Charles Faure en devint le supérieur général.
À la fin du XVIIIe siècle, la congrégation regroupait en France 67 abbayes, 28 prieurés conventuels, 2 prévôtés et 3 hôpitaux. On comptait environ 1 300 « chanoines génovéfains ».
Avant la Révolution française, un projet de reconstruction de l'abbaye fut mis en œuvre : une nouvelle abbatiale monumentale fut construite sur une crypte. Cette église, due à l'architecte Jacques-Germain Soufflot, était l'église Sainte-Geneviève, devenue aujourd'hui le Panthéon de Paris.

### Vestiges
Cette ancienne abbatiale tomba en ruines au fil des siècles et ce qui restait fut démoli de 1801 à 1807 pour percer la rue Clovis. De l'église initiale, il ne subsiste plus que le clocher, connu actuellement sous le nom de « tour Clovis », située dans l'enceinte du lycée Henri-IV, lui-même constitué par les anciens bâtiments conventuels de l'abbaye, datant des XIIIe et XVIIe siècles. 
Le 24 juin 1667, le cercueil en cuivre de Descartes y fut déposé sous un monument de marbre.

### La bibliothèque
Parmi les richesses de l'abbaye, une importante bibliothèque qui est devenue la bibliothèque Sainte-Geneviève. L'astronome Pingré en fut le bibliothécaire.
En 1723, Marin Marais écrivit la Sonnerie de Sainte-Geneviève du Mont de Paris, une pièce de La Gamme et autres morceaux de symphonie pour le violon, la viole et le clavecin.

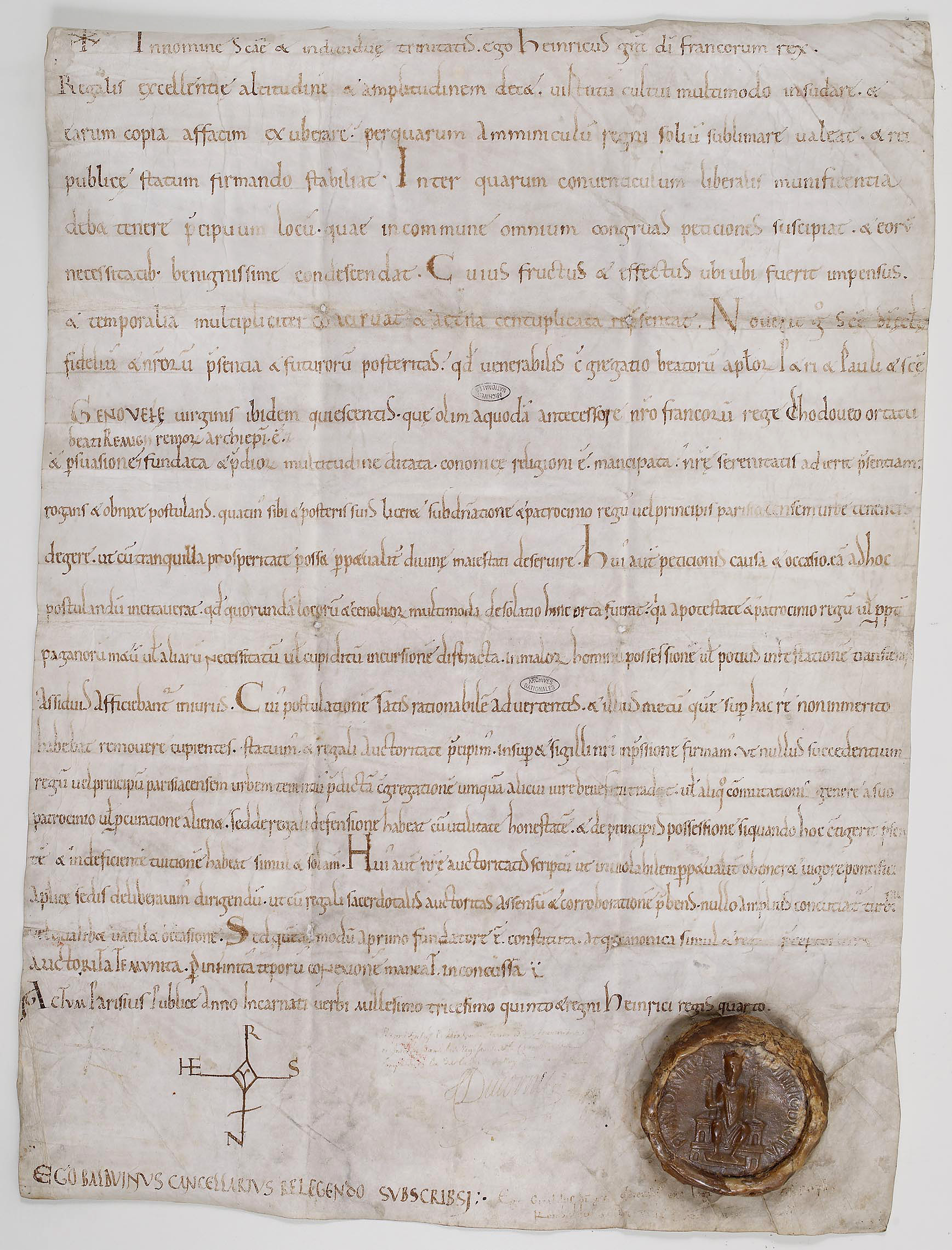
Grand diplôme en parchemin confirmant les privilèges de l'abbaye de Sainte-Geneviève de Paris (1035), Pierrefitte-sur-Seine, Archives nationales.
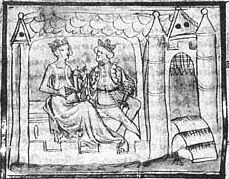
Clovis et Clotilde, fondateurs de l'abbaye. Valenciennes, bibliothèque municipale.
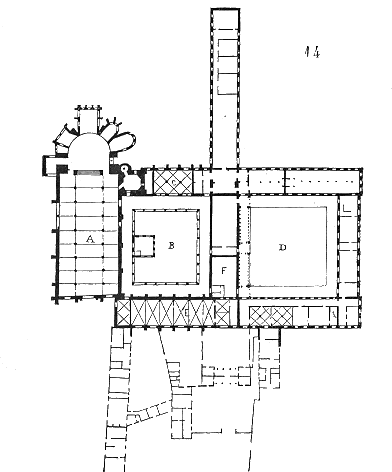
L'état du XIIe siècle d'après le Dictionnaire raisonné d'Eugène Viollet-le-Duc.
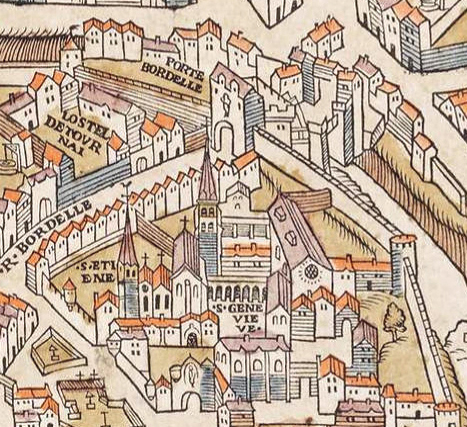
L'abbaye sur le Plan de Truschet et Hoyau (1550).
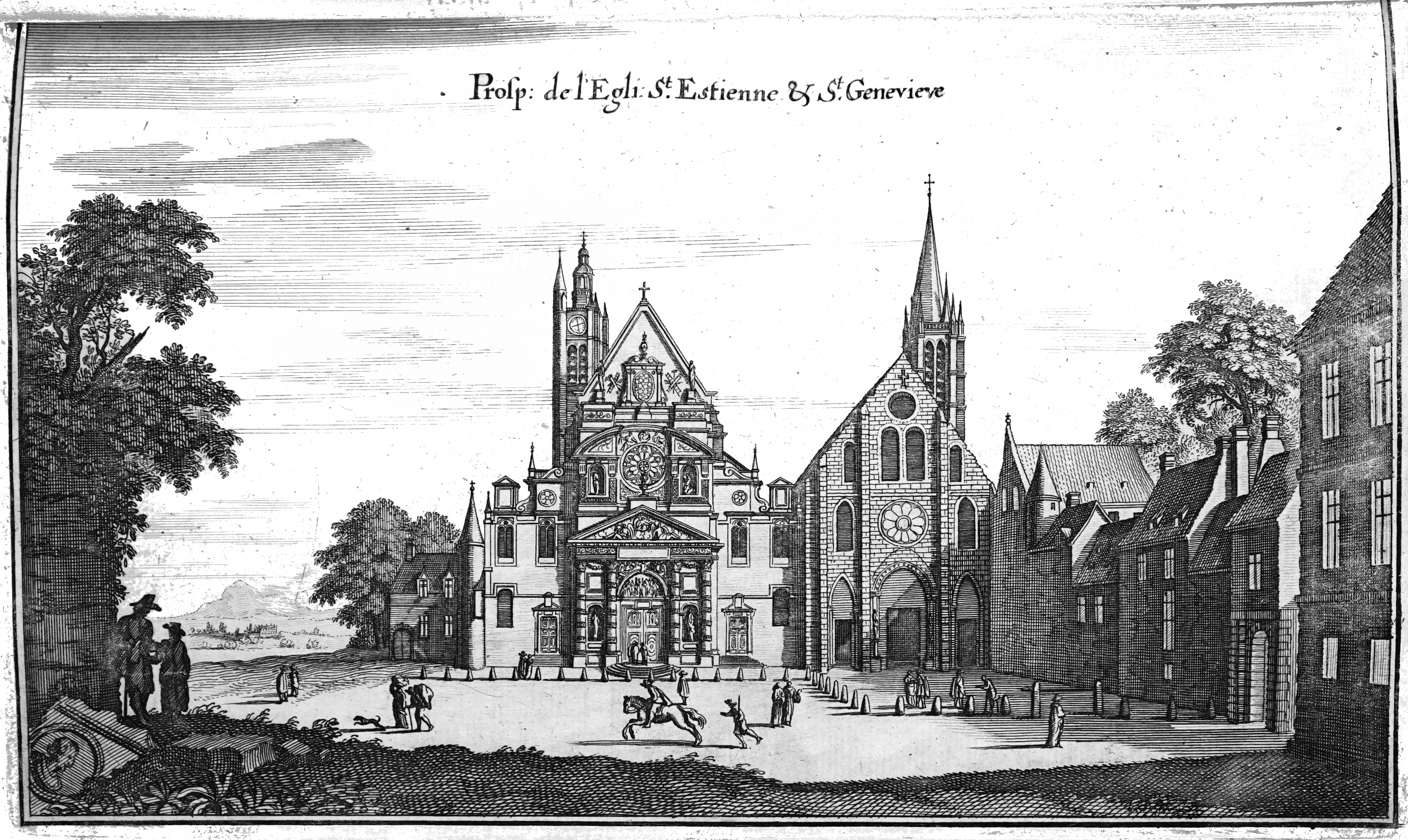
L'église abbatiale jouxtant celle de Saint-Étienne, gravure du XVIIe siècle, bibliothèque Carnegie (Reims).

## Architecture

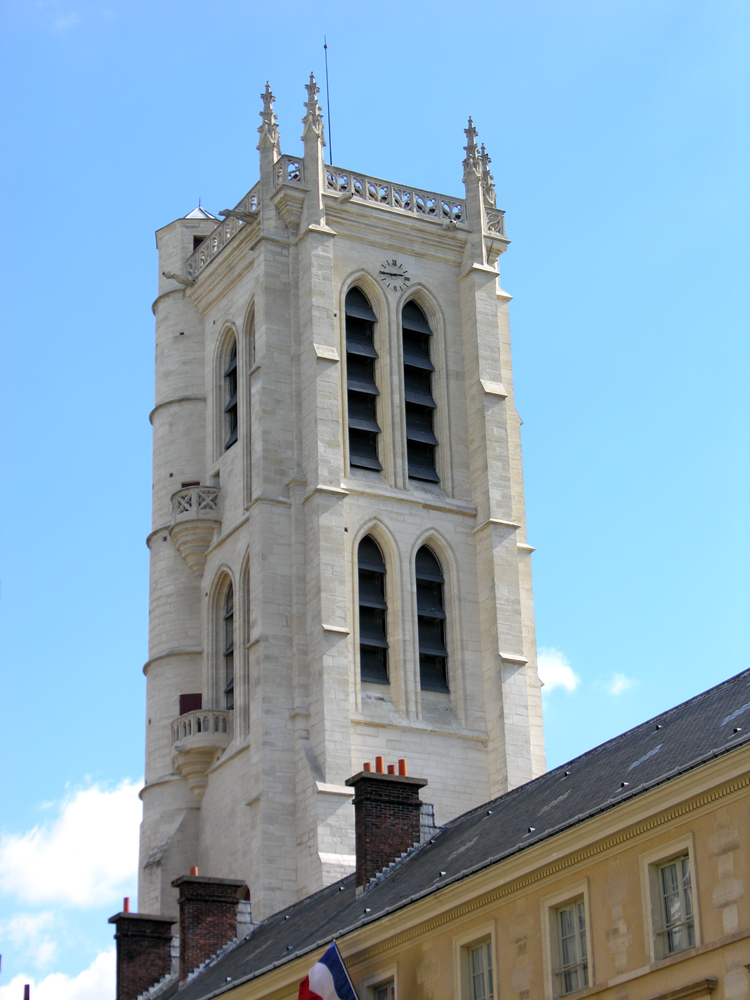
La tour Clovis dans l'actuel lycée Henri-IV.

### Abbatiale
De l'église du XIe siècle, il ne subsiste que la base du clocher, l'actuelle tour Clovis, intégrée au lycée Henri-IV. Plusieurs chapiteaux de la nef sont présentés au musée de Cluny.
Le portail de la façade de l'église remaniée aux XIIe et XIIIe siècles était orné de statues. Celle de sainte Geneviève, conservée à Paris au musée du Louvre, était entourée de celles de saint Pierre et de saint Paul.

### Crypte et enclos funéraires

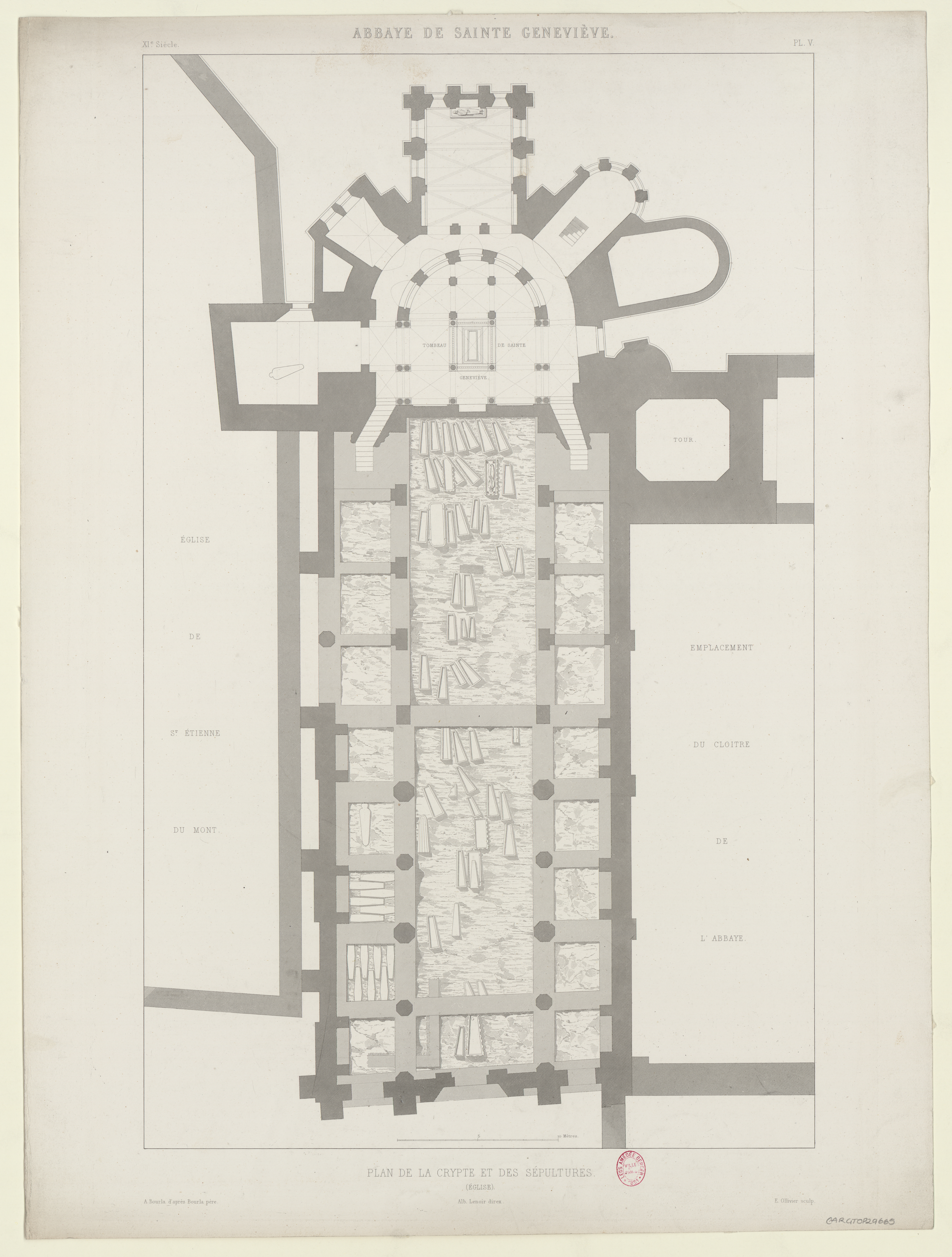
Plan de la crypte et des sépultures.

Elle a abrité plusieurs tombeaux. Plusieurs sous-sols fermés au public sont localisés sous le cloître, plus particulièrement sous les bâtiments conventuels : en particulier, sous le cellier monastique entresolé - situé juste sous la chapelle actuelle, ancien réfectoire - des boyaux creusés dans le tuf abritaient sans doute des sépultures mérovingiennes.
La prestigieuse abbaye reçut les dépouilles mortelles de nombreux éminents personnages au fil des siècles, parmi lesquels :
- Céran de Paris, mort vers 615, évêque de Paris
- Catherine d'Alençon, morte en 1462, fille du comte Pierre II, belle-sœur et demoiselle d'honneur de la reine Isabeau de Bavière
- Agnès de Savoie, morte en 1508, tante de la reine mère Louise de Savoie et belle-sœur de Louis XI
- Benjamin de Brichanteau, mort en 1619, évêque de Laon
- Charles Faure, mort en 1652, premier supérieur général des Génovéfains
- Nicolas Lefèvre, mort en 1705, prêtre et précepteur de Philippe V
- Claude du Molinet, mort en 1728, prêtre et historien de la Bretagne

## Cloître
- Dans le cloître de l'abbaye, en 1110, eut lieu une rencontre entre Pierre Abélard — qui y avait fondé une école — et un de ses auditeurs, Gossuin d'Anchin, qui sortit vainqueur de cette joute oratoire et philosophique[9].

## Liste des abbés

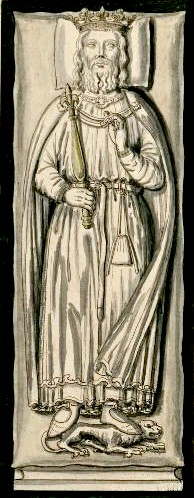
Gisant de Clovis, dessin, Paris, Bibliothèque nationale de France.

La liste des abbés est difficile à établir, dans la mesure où les ouvrages en faisant mention se contredisent généralement entre eux. On se fondera ici sur le Calendrier historique et chronologique de l'Église de Paris d'Antoine-Martial Le Fèvre (1747) - mentionnons toutefois L'Histoire de Saincte Geneviefve du chanoine Pierre Le Juge (1586) et La France pontificale, tome 2, d'Honoré Fisquet (1864).
- 1110-1147 : Étienne Ier de Garlande
- 1148-1161 : Odon Ier (sous-prieur : Guillaume de Paris)
- 1161-11?? : Aubert ou Albert
- 11??-11?? : Garin
- 11??-11?? : Hugues
- 1176-1192 : Étienne II de Tournai
- 1192-1222 : Jean I de Toucy
- 1222-1232 : Galon
- 1232-1240 : Herbert
- 1240-124? : Robert Ier de La Ferté-Milon
- 124?-1247 : Odon II
- 1247-1256 : Arnould (ou Arnulf) de Romainville
- 1256-1258 : Guillaume Ier d’Auxerre
- 1258-v.1292 : Guérin d’Andely
- v.1292-1298 : Jean II de Vic
- 1298-1307 : Jean III de Roissy
- 1308-1314 : Jean IV de Saint-Leu
- 1314-13?? : Jean V
- 13??-1344 : Jean VI de Borreste
- 1344-1358 : Robert II de la Garenne
- 1358-1363 : Jean VII d’Ardennes
- 1363-1379 : Jean VIII de Baisemain
- 1379-1405 : Étienne III de La Pierre
- 1406-1424 : François Ier de Nyons
- 1424-14?? : saint Radulfe Mareschal
- 14??-14?? : Robert III Michon
- 14??-1460 : Pierre Ier Caillou
- 1460-1479 : Jean IX Bouvier
- 1479-1488 : Philippe Ier Langlois
- 1488-15?? : Philippe II Couin
- 15??-15?? : Guillaume II Le Duc
- 15??-1557 : Philippe III Le Bel
- 1557-1607 : Joseph Foulon
- 1607-1619 : Benjamin de Brichanteau de Nangis
- 1619-1634 : cardinal François de La Rochefoucauld-Randan
- 1634-1640 : Charles Faure
- 1640-1643 : François II Boulart
- 1643-1644 : Charles Faure
- 1644-1650 : François III Blanchart
- 1650-1653 : Antoine Ier Sconin
- 1653-1656 : François IV Boulart
- 1656-1665 : François III Blanchart
- 1665-1667 : François IV Boulart
- 1667-1675 : François III Blanchart
- 1675-1681 : Paul Beurrier
- 1681-1685 : Érard Floriot
- 1685-1688 : Antoine II Watrie
- 1688-1691 : François V Morin
- 1691-1697 : Jean X de Montenay

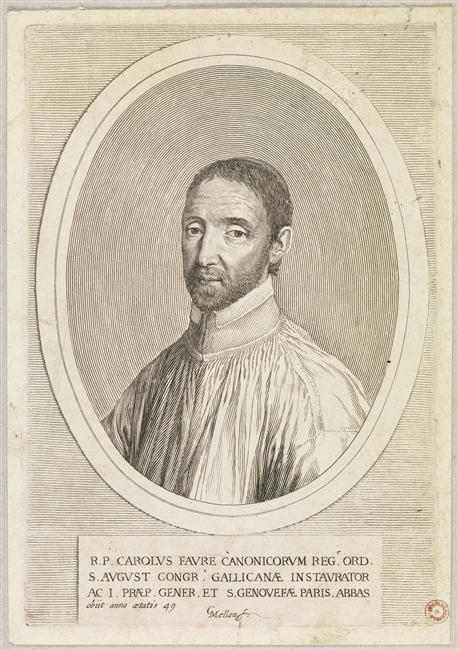
Charles Favre (ou Faure), abbé de Sainte-Geneviève (1634-1640, 1643-1644).
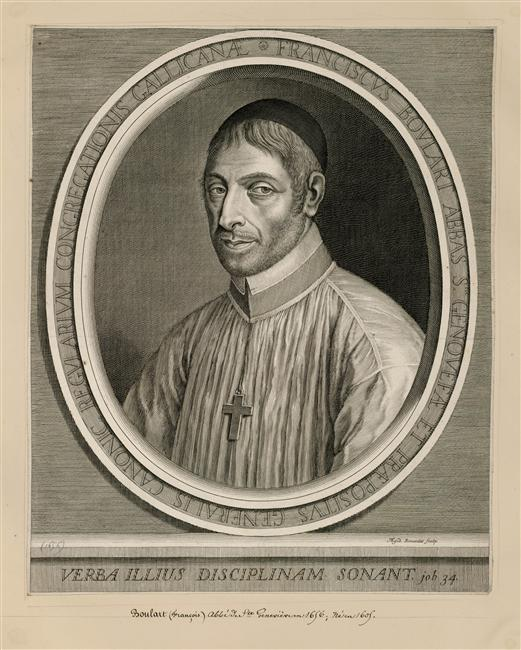
François Boulart (1605-1667), abbé de Sainte-Geneviève (1653-1656, 1665-1667).
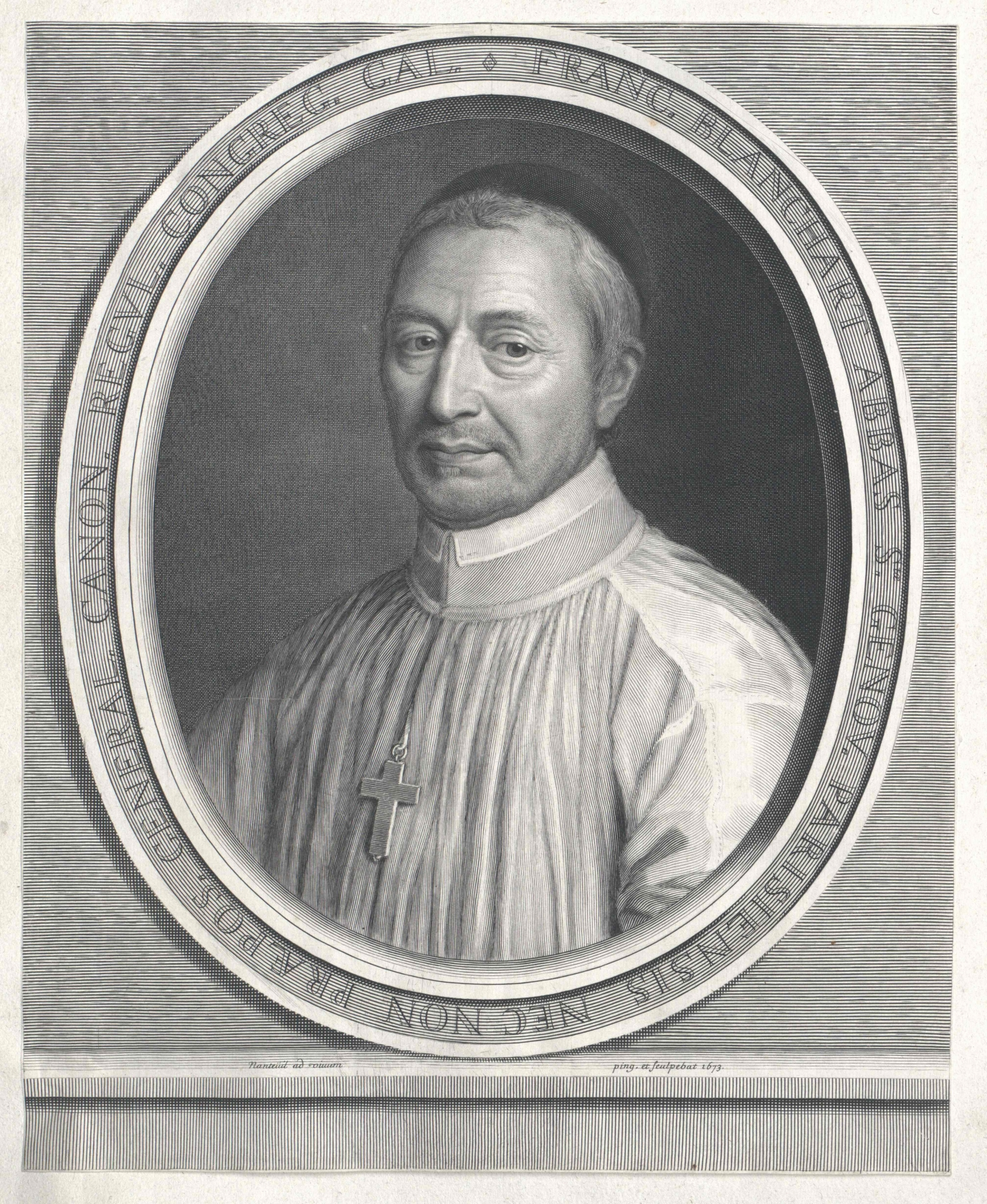
François Blanchart (1606-1675), abbé de Sainte-Geneviève (1644-1650, 1656-1665, 1667-1675).
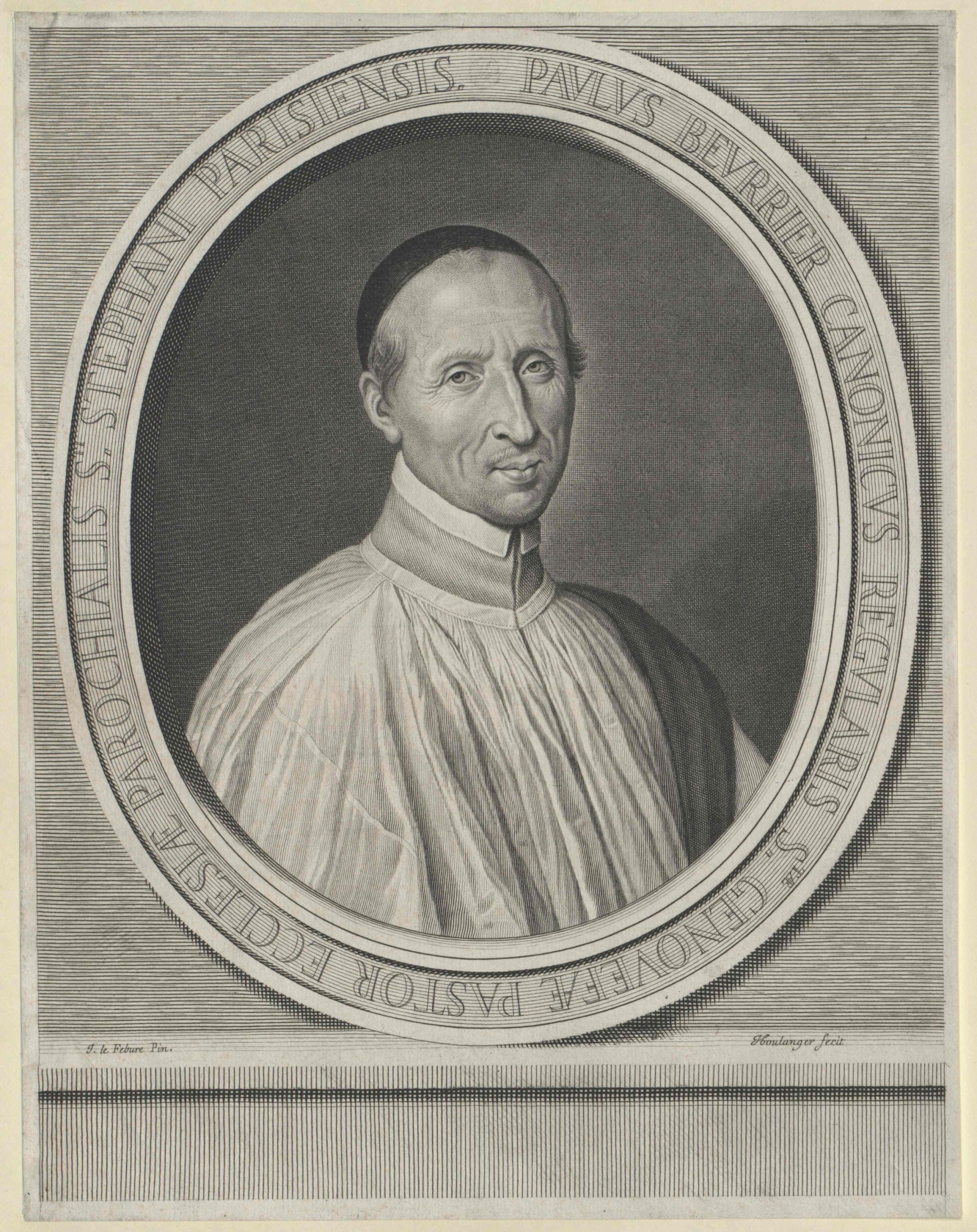
Paul Beurrier (1608-1696), abbé de Sainte-Geneviève (1675-1681).
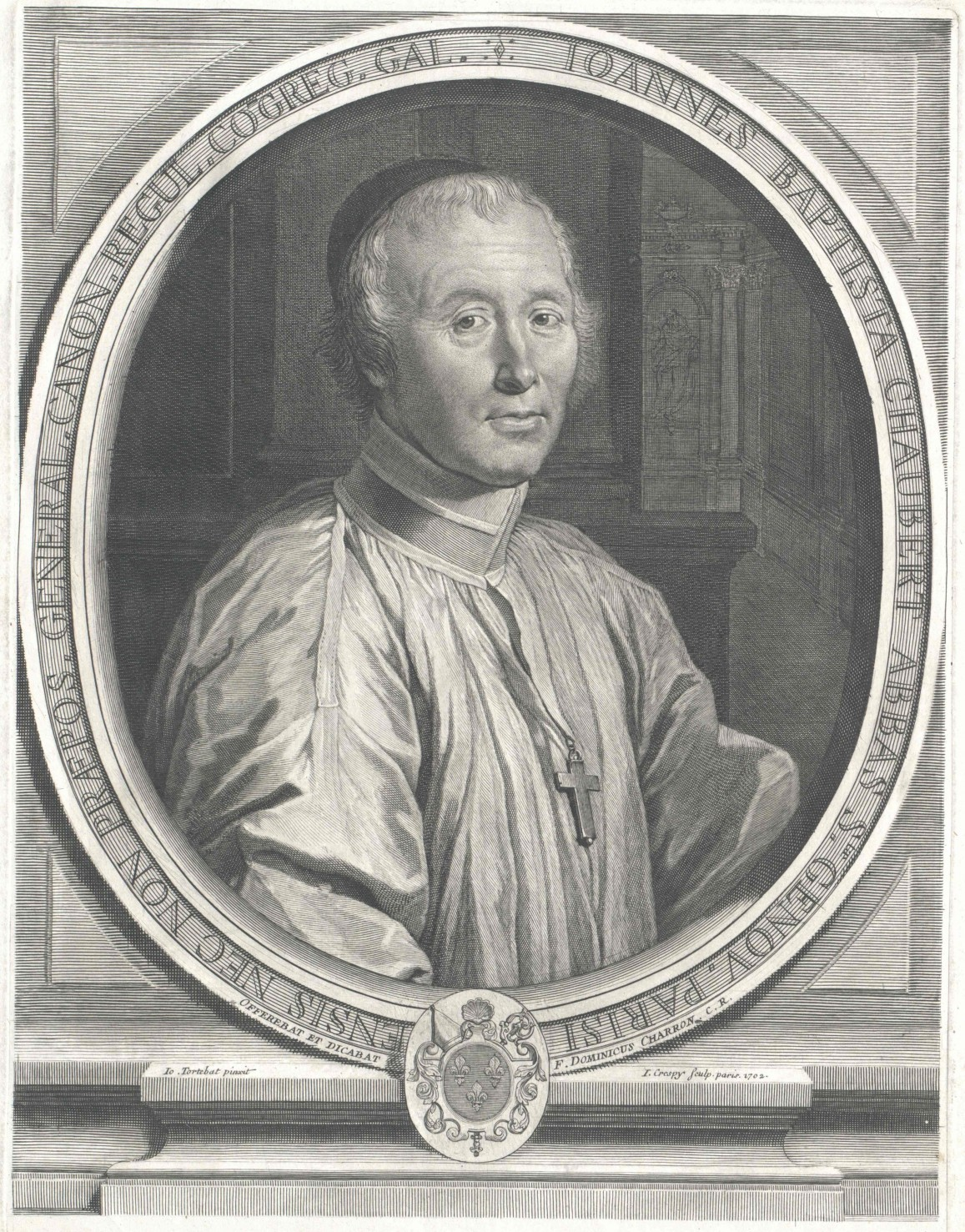
1697-1703 : Jean-Baptiste Chaubert
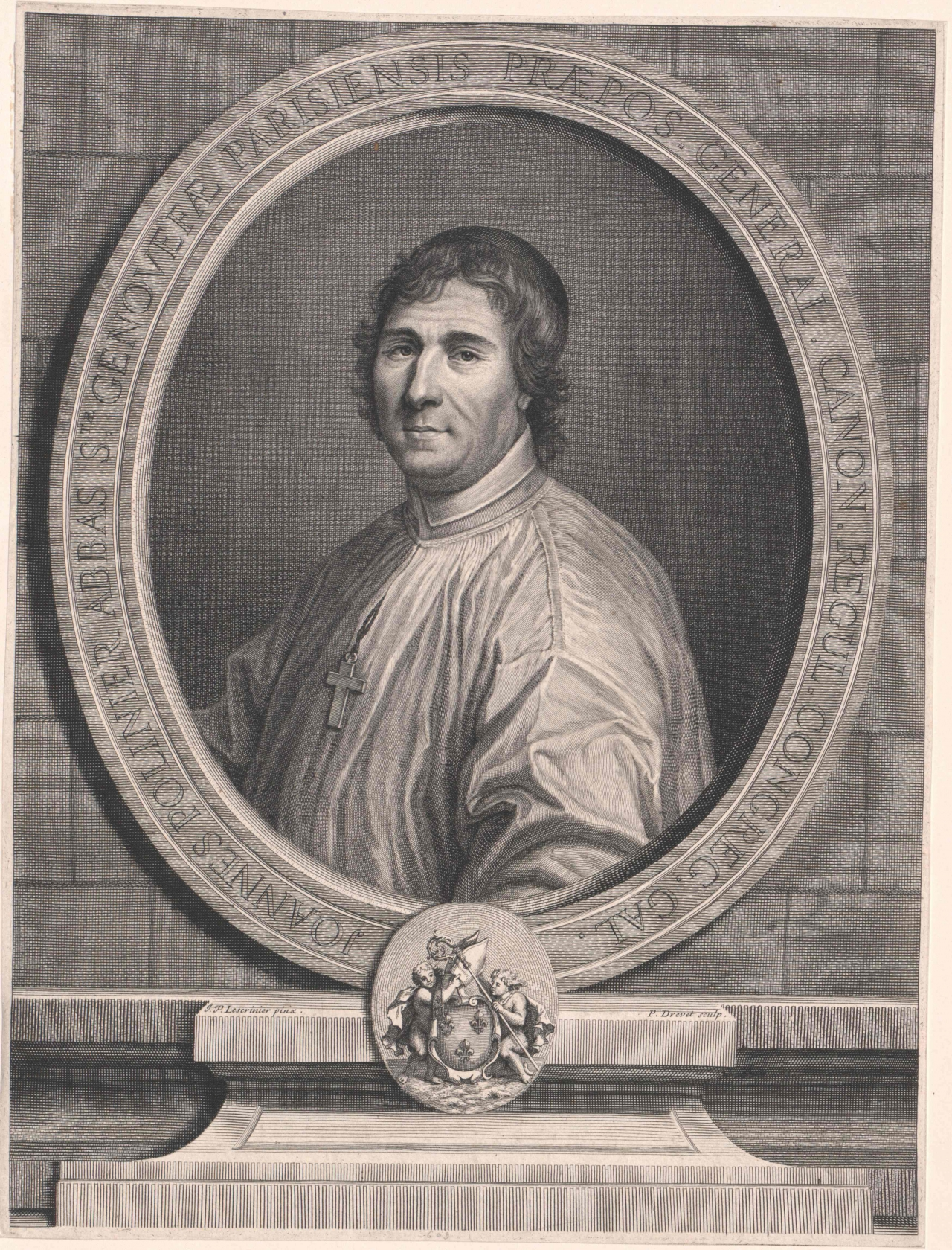
Jean Polinier (1646-1727), abbé de Sainte-Geneviève (1709-1715, 1721-1727).

- 1703-1706 : Jean X de Montenay
- 1706-1709 : Claude Ier Paris
- 1709-1715 : Jean XI Polinier
- 1715-1721 : Gabriel de Riberolles
- 1721-1727 : Jean XI Polinier[10]
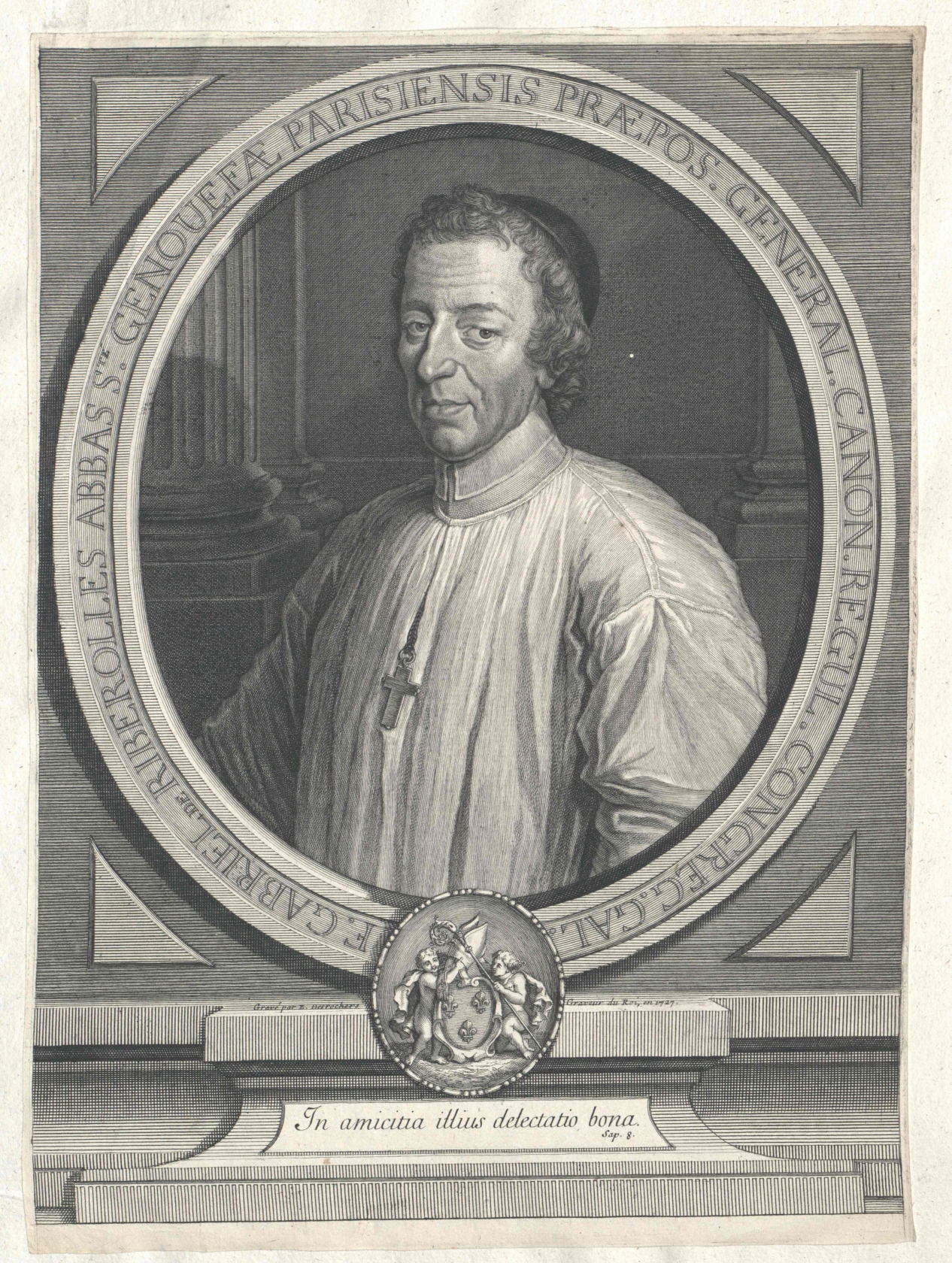
1727-1733 : Gabriel de Riberolles
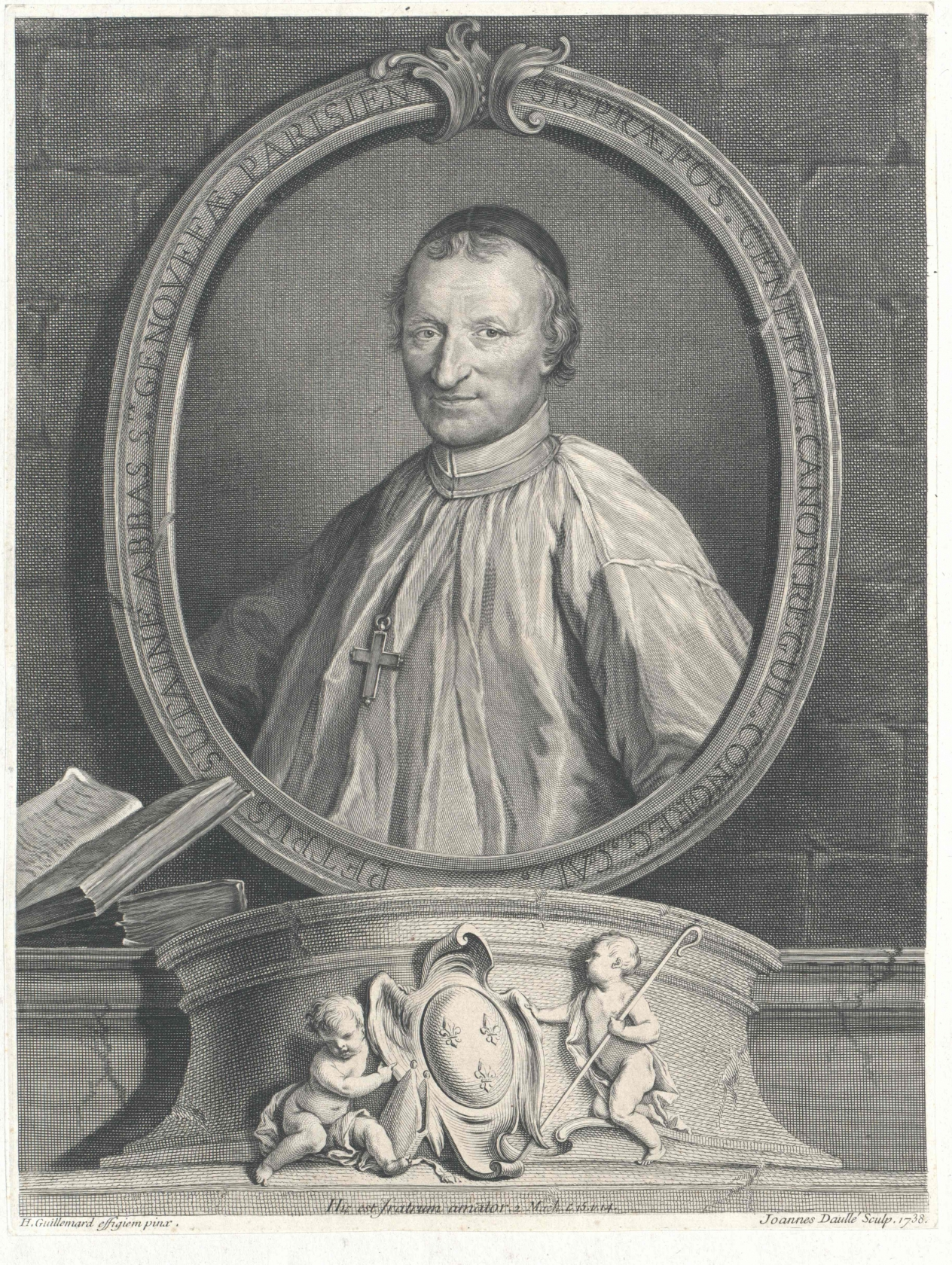
1733-1739 : Pierre II Sutaine
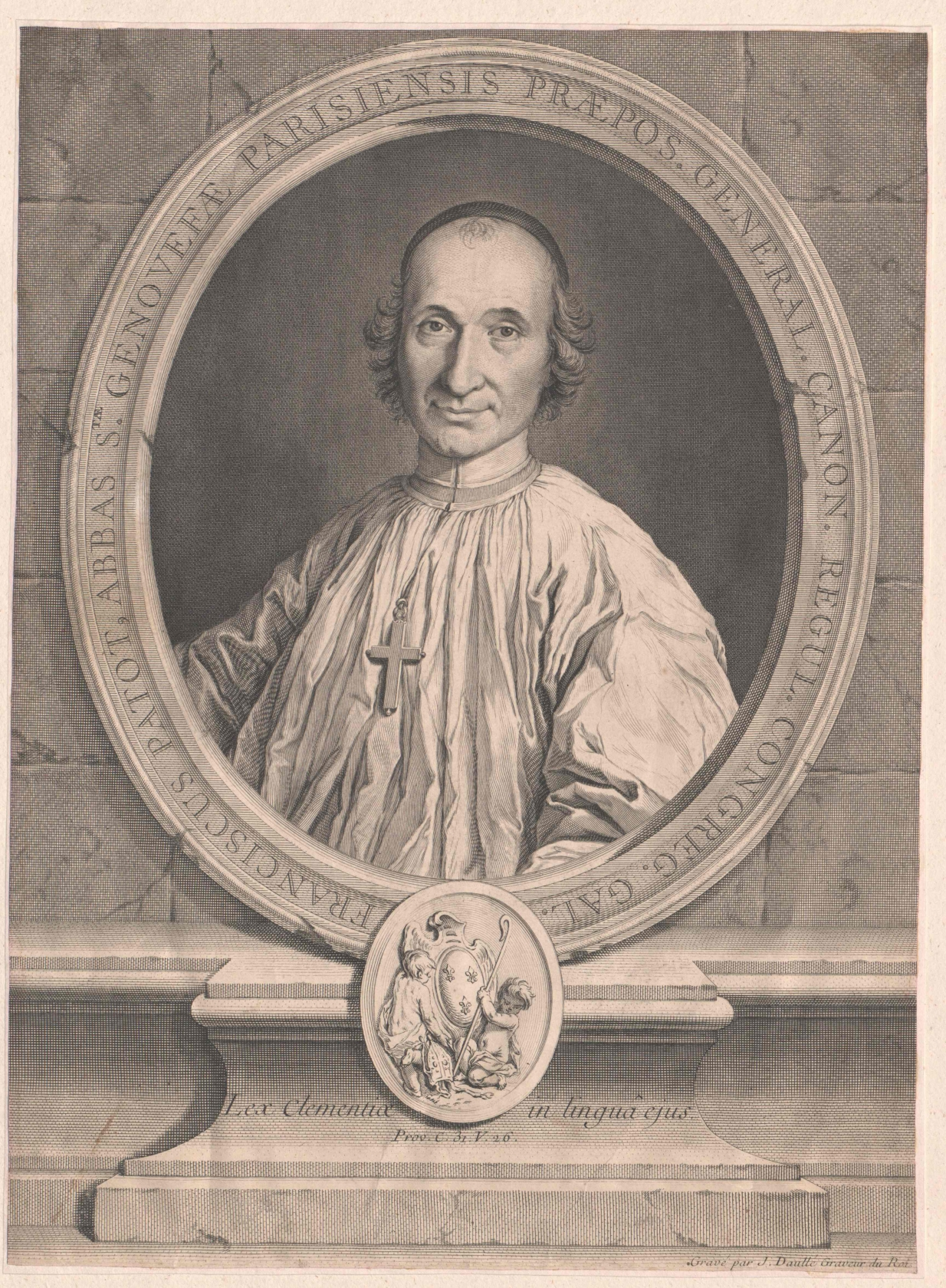
1739-1745 : François VI Patot
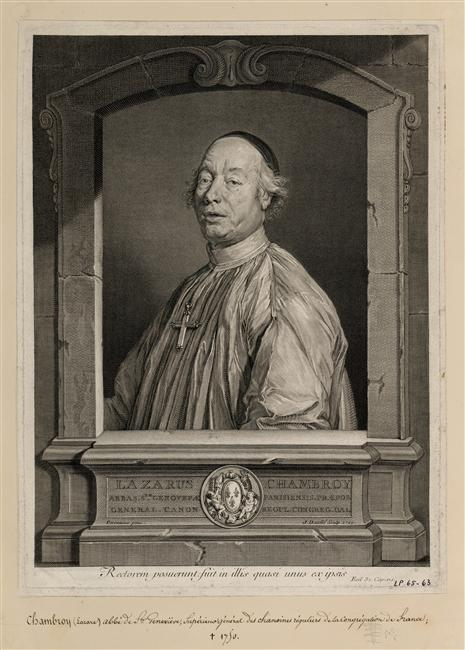
1745-1750 : Lazare Chambroy
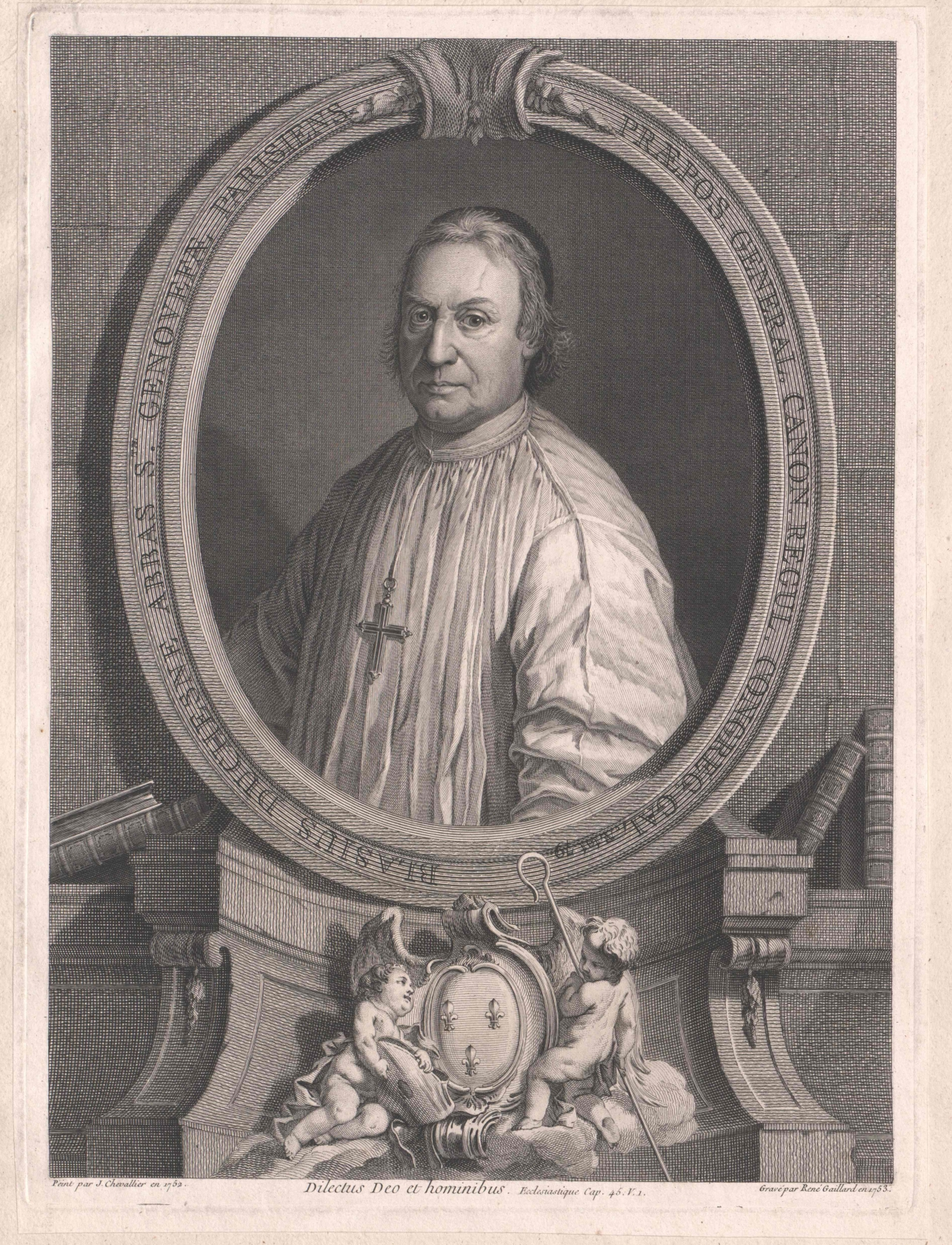
1750-1754 : Blaise Duschene
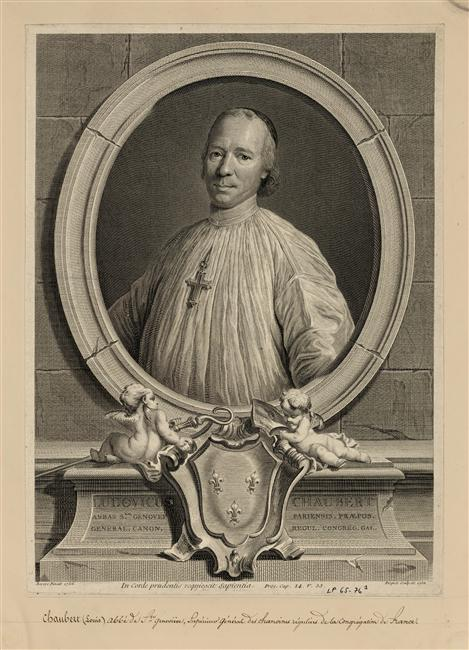
1754-1760 : Louis Chaubert
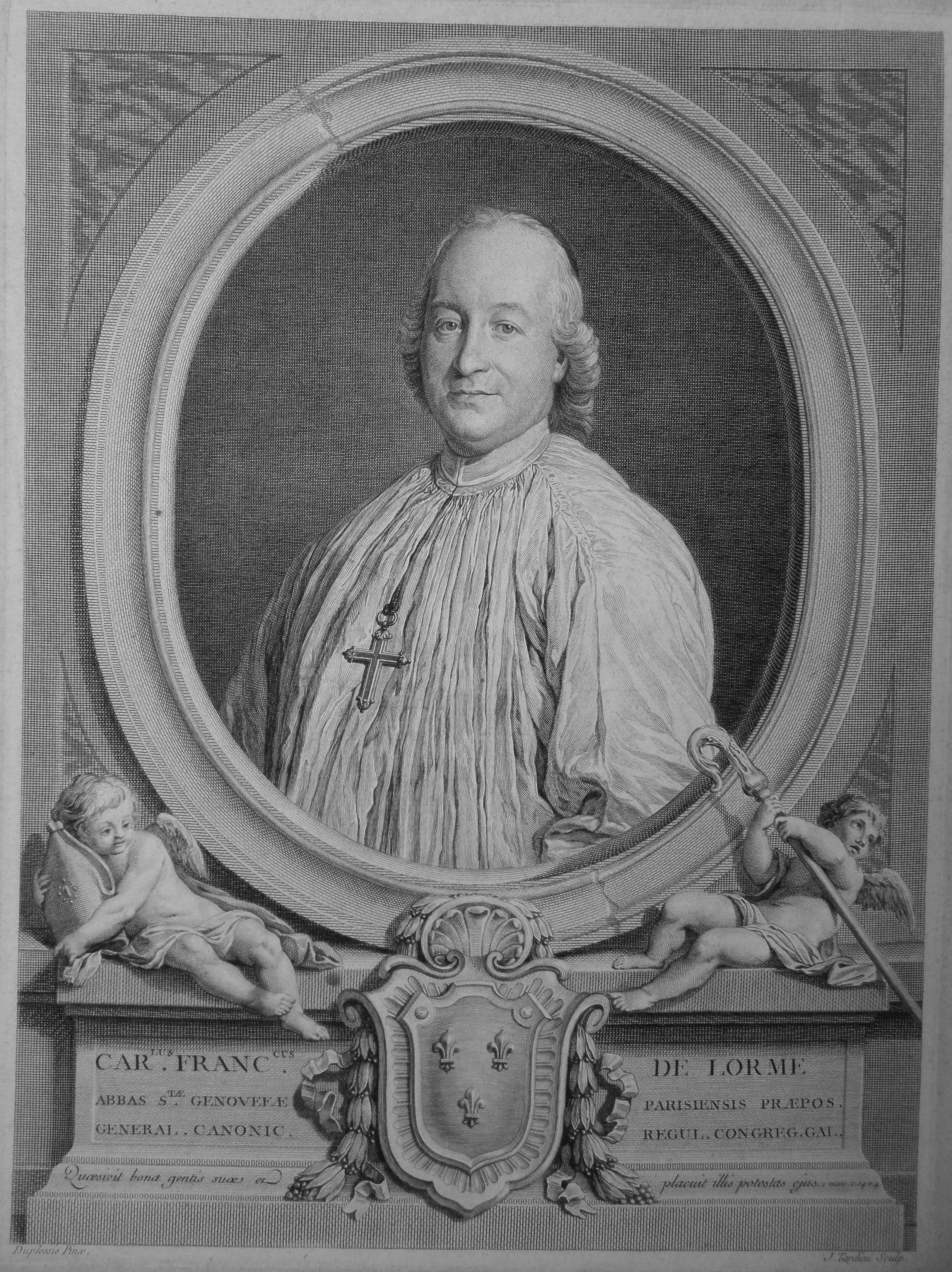
Charles-François Delorme (ou De Lorme), abbé de Sainte-Geneviève (1760-1766).

- 1760-1766 : Charles-François Delorme
- 1766-1772 : Étienne IV Viallet
- 1772-1778 : Raymond Revoire
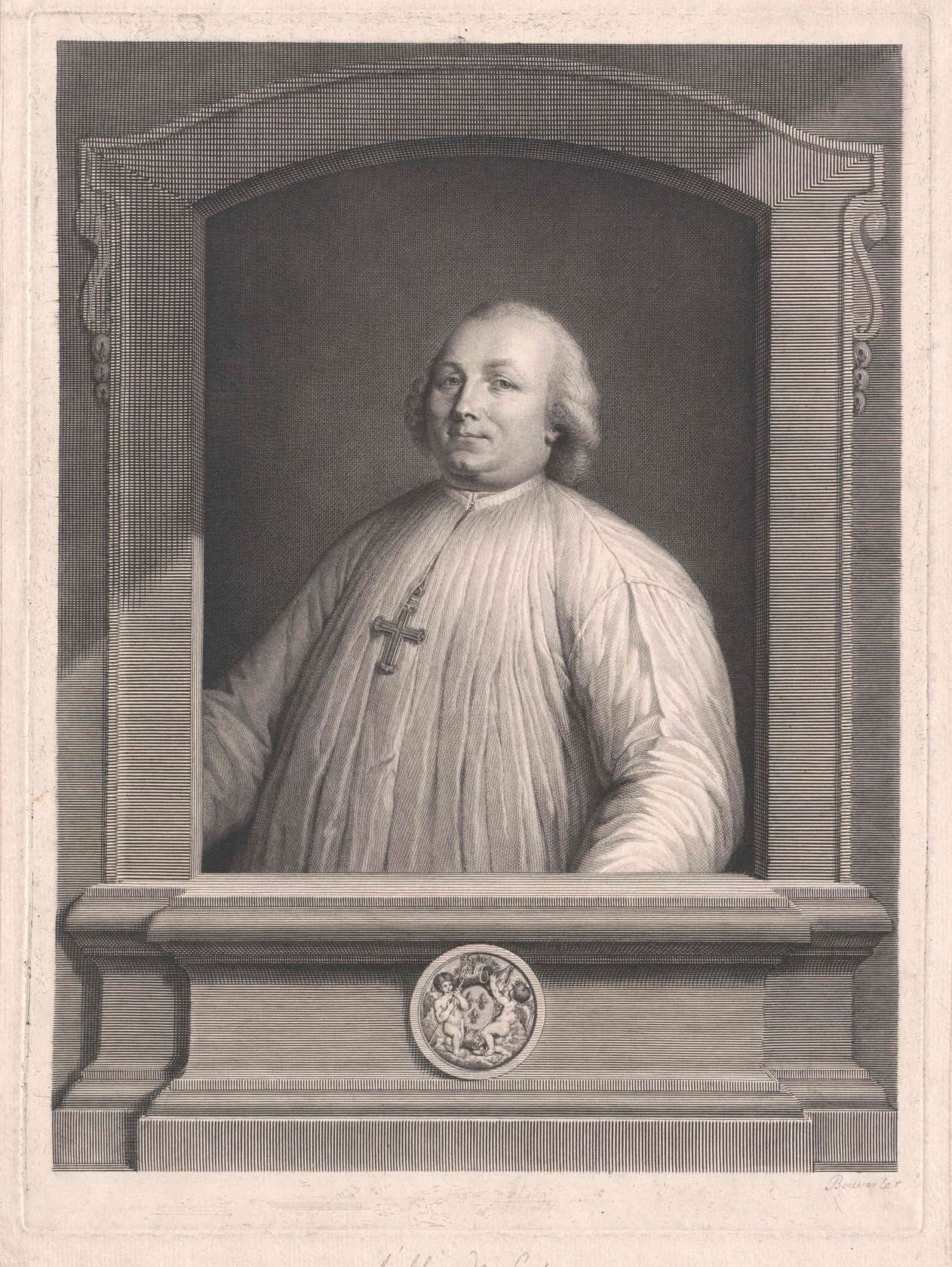
1778-1784 : André-Guillaume de Géry
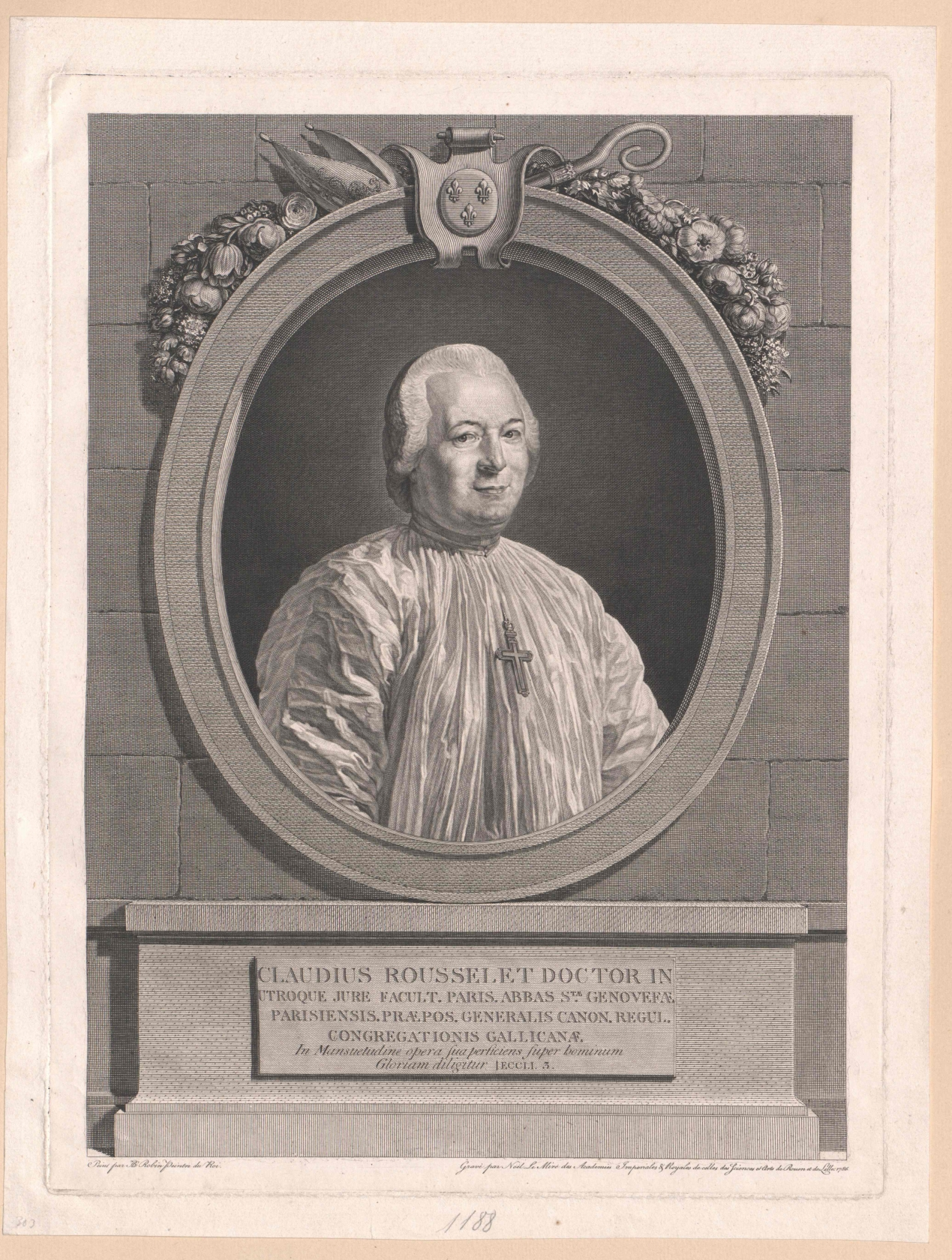
1784-1790 : Claude II Rousselet

## Terriers, dépendances et revenus

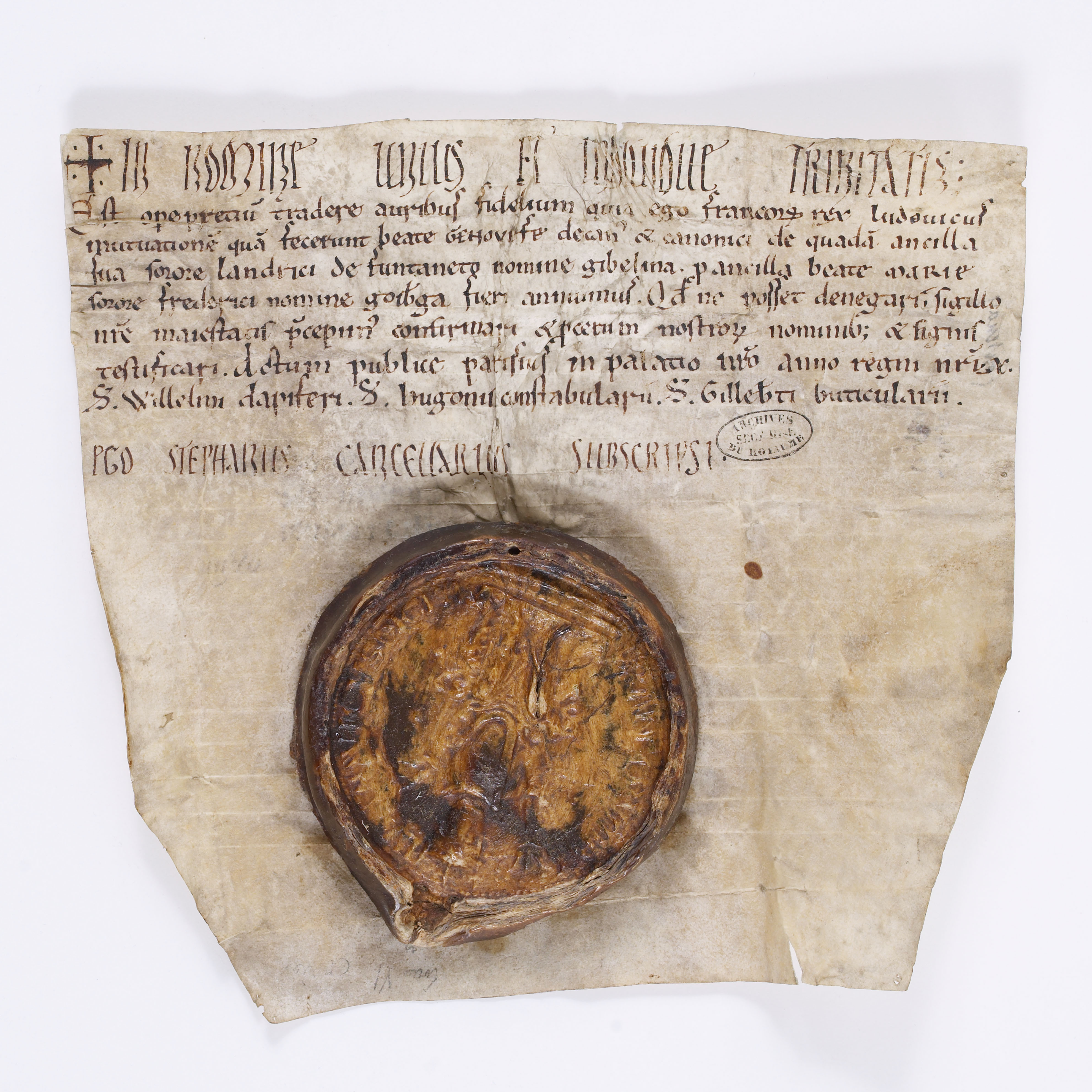
Confirmation du roi Louis VI le Gros, Pierrefitte-sur-Seine, Archives nationales.

- L'abbaye possédait également le bourg Saint-Médard, les clos du Chardonnet, des Coupeaux, des Saussayes, de la Cendrée ou Cendrier.
- 1163 : bulle du pape Alexandre III confirmant les biens et domaines de l'abbaye (Apud Balneolum et Fontanetum, terras, nemora et prata[11]), ainsi que le don par Bouchard V de Marly de cinq arpents de vignes sur le territoire de Marly.
- 1207 : l'abbé Jean de Toucy, nomme comme maire de Fontenay, un homme du pays Aubert Vien, qui recevra pour la surveillance rurale qu'il exerce, avec les appartenances (bonamia, investituroe, districta), cinq sols dans la recette des cens du pays[12].
- 1247 : l'abbé Thibaud accorda l'affranchissement des serfs de Bagneux, Aulnay et Fontenay, ce qui fut approuvé par Saint-Louis[13].
- 1580 : seigneur en partie de Bagneux[14].
- Le 10 février 1588, afin de payer sa taxe aux subventions ecclésiastiques, l'abbaye vendait à Renée Baillet[15], dame de Bonneuil et de Sceaux, veuve de Jean de Thou (1545-1579), maître des requêtes, tout ce qu'elle avait à Fontenay, censive, haute, moyenne et basse justice, champart, vinages, sa ferme de Bagneux, ne se réservant que son hôtel et l'enclos de Fontenay, les droits seigneuriaux sur les terres, prés et vignes qui lui appartenaient en propriété tant au dit Bagneux qu'à Fontenay et terroirs voisins pour lesquels héritages elle ne devait aucun droit stipulant que les droits vendus demeuraient en fief mouvant de l'abbaye en Foi et Hommage avec profit de quint et relief[16].
- Cure de Vanves[17].
- Terre de Jossigny